# Biogas Wien

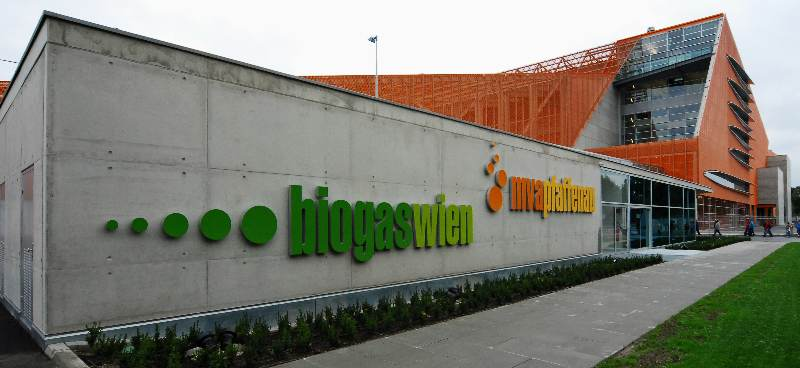
Müllverbrennungsanlage Pfaffenau und Biogas Wien

Die Biogas Wien ist Wiens erste Anlage zur Verwertung von nichtkompostierbaren biogenen Abfällen. Sie ist Bestandteil des Umweltzentrums Simmering.

## Aufgabe
In der Biogasanlage werden biogene Abfälle, die zur Vergärung geeignet sind, in Energie umgewandelt. Es werden jährlich 22.000 Tonnen biogener Abfall verarbeitet. Dieser Abfall besteht aus: 10.000 Tonnen innerstädtischer Biotonne und 12.000 Tonnen Speisereste aus Großküchen und Restaurants, Marktabfällen und überlagerten Lebensmittel. Die Anlage kann durch eine zweite Ausbaustufe, auf eine Kapazität von 34.000 Jahrestonnen Input erweitert werden.
Die Abfälle werden mechanisch aufbereitet und anschließend im Gärreaktor vergoren. Das bei der Vergärung entstehende Biogas wird in der Anlage zur Fernwärmeerzeugung genutzt. Der entstehende Gärrest wird kompostiert.

## Technik
In der Anlage werden sowohl feste als auch flüssige Abfälle behandelt.
Die festen biogenen Abfälle werden in einen der beiden Bunker eingebracht, die mit einem Schubboden ausgerüstet sind und das Material zur ersten Zerkleinerungsstufe befördern. Nach der Abscheidung der Eisenmetalle werden grobe Störstoffe (vor allem Holz und Kunststoffe) mit Hilfe eines Siebes ausgeschleust. Danach folgt die Anmaischung des Abfalls in Stofflösern. Die flüssigen Abfälle werden mittels Trennmühle zerkleinert, Störstoffe werden entfernt und gleichzeitig angemaischt. Die dabei erhaltene Suspension wird über eine Rechen – Sandfangkombination geleitet, um weitere Störstoffe abzutrennen. Die Abfallsuspension wird in einem Zwischenbehälter eingebracht. Nach erfolgter Hygienisierung gelangt die Suspension in den Gärreaktor, in dem die Verweilzeit 20 Tage beträgt. Während dieser Zeit wandeln Bakterien die organischen Bestandteile der hygienisierten Suspension in Biogas um. Das produzierte Gas wird entschwefelt und im Heißwasserkessel zur Fernwärmeproduktion herangezogen. Der übrigbleibende Gärrest wird entwässert und anschließend kompostiert.

## Standort
Die Biogas Wien befindet sich in Wien-Simmering in unmittelbarer Nähe zur Hauptkläranlage Wien, der Fernwärme Wien – Werk Simmeringer Haide und der Müllverbrennungsanlage Pfaffenau, mit der sie gleichzeitig errichtet wurde und architektonisch verbunden ist, zwischen der Johann-Petrak-Gasse und dem Wiener Donaukanal.

## Gebäude
Zu Anfang des Jahres 2003 wurde von der WKU – Wiener Kommunal Umweltschutzprojektges.m.b.H ein Architekturwettbewerb ausgeschrieben, an dem sich europaweit 33 Architekturbüros beteiligten. Gefragt waren architektonische Gestaltungsvorschläge für die äußere Erscheinungsform der Müllverbrennungsanlage, der Biogasanlage sowie der Nebengebäude unter Beachtung der vorgegebenen anlage- und verfahrenstechnischen Notwendigkeiten.
Aus acht in die engere Wahl gezogenen Projekten wurde jenes von Sne Veselinovic, Herbert Resetarits und Erwin Resetarits einstimmig zum Sieger gekürt.
Begründet wurde dies unter anderem mit der optischen Verknüpfung der Baumasse mit der umgebenden Landschaft, trotz der der Entwurf die von den Auftraggebern gewünschte Repräsentanz ausstrahlt. Als dominante Außenfarbe wurde in Anlehnung an die gleichfarbigen Fahrzeuge und Uniformen der Wiener Müllabfuhr Orange erwählt.
Am 20. April 2006 erfolgte die Grundsteinlegung für das Gebäude, das die beiden unterschiedlichen Anlagen beherbergen soll. Die Fertigstellung der Biogas Wien erfolgte im Jahr 2007, jene der Müllverbrennungsanlage Pfaffenau im Herbst 2008.

## Politik
Im Jänner 1998 veröffentlichte die Wiener Rathauskorrespondenz die Forderung der Wiener Grünen nach der Errichtung einer Biogasanlage anstelle einer dritten Müllverbrennungsanlage. Mit der Frage nach der Realisierbarkeit einer Biogasanlage befasste sich später auch ein Arbeitskreis des Ökosozialen Forums Österreich. Das Umweltbundesamt wurde beauftragt, eine Studie über jene in Wien anfallende Mengen geeigneter biogener Abfälle zu erarbeiten. Als Ergebnis wurden etwa 28.000 Tonnen jährlich ermittelt.
Gesteigert wurde die Notwendigkeit der Errichtung einer derartigen Anlage durch eine Änderung der Gesetzeslage. Denn seit dem 1. November 2006 ist das bisherige Verfüttern von Speiseresten, dem so genannten „Sautrank“, an Schweine verboten.